# Rolf Karbaum
Rolf Karbaum (* 29. Oktober 1940 in Görlitz) ist ein deutscher Ingenieurswissenschaftler und Kommunalpolitiker. Von 1998 bis 2005 war er Oberbürgermeister der Stadt Görlitz.

## Leben
Rolf Karbaum wuchs in Görlitz auf und verließ die Stadt zunächst für ein Ingenieursstudium in Dresden. Er spezialisierte sich während des Studiums auf die Bau- und Raumakustik mit einem besonderen Augenmerk auf die Lärmbekämpfung. Nach dem Studium arbeitete er  im VEB Isolierungen in Berlin und später in der Forschungsabteilung des Flughafens Berlin-Schönefeld.
Im Jahr 1972 kehrte er in seine Heimatstadt zurück und unterrichtete seitdem an der Görlitzer Ingenieurschule für Elektronik und Informationsverarbeitung Themengebiete von der Programmierung über elektronische Bauelemente bis hin zur Mikrorechentechnik. Nach der politischen Wende in der DDR wurde er Direktor der Fachschule und leitete die Fusion mit der Fachschule Zittau zur 1993 gegründeten Hochschule Zittau/Görlitz mit ein. Im Jahr 1993 wurde er zum Professor an der neugegründeten Hochschule berufen.
Im Jahr 1998 stellte er sich als parteiloser Kandidat zur Wahl als Nachfolger des abgewählten Görlitzer Oberbürgermeisters Matthias Lechner (CDU) und gewann die Wahlen. Karbaum bekleidete das Amt für sieben Jahre. Während seiner Amtsphase bewarb sich die Stadt Görlitz um die Ausrichtung der Kulturhauptstadt Europas für das Jahr 2010. Die Kandidatur scheiterte jedoch in letzter Instanz unter seinem Nachfolger Joachim Paulick gegen den Konkurrenten Essen. Weiterhin setzte er sich für eine Aussöhnung und eine bessere Zusammenarbeit mit den polnischen Nachbarn ein. Als Vorbild nahm er sich die deutsch-französischen Beziehungen. Er intensivierte den Dialog mit der polnischen Nachbarstadt Zgorzelec und etablierte jährlich stattfindende gemeinsame Stadtratssitzungen beider Städte. Seit 1998 präsentieren sich beide Städte als Europastadt Görlitz/Zgorzelec. Am 7. Mai 2003 – 58 Jahre nach der Sprengung – legte er den Grundstein für den Wiederaufbau der Altstadtbrücke über die Lausitzer Neiße zwischen der Görlitzer Altstadt und Zgorzelecer Neißevorstadt. Er trat während seiner Amtszeit auch für den Verkauf von Anteilen der Stadtwerke an den französischen Vivendi-Konzern ein.
Am 5. Dezember 2005 wurde Rolf Karbaum der Orden eines Ritters der Ehrenlegion für seine Verdienste an der europäischen Verständigung verliehen.
Zwischen 2006 und 2009 war Karbaum Vorsitzender des Fördervereins Kulturstadt Görlitz/Zgorzelec.